# Jonathan McDonald
Jonathan Andrés McDonald Porras (ur. 28 października 1987 w San José) – kostarykański piłkarz występujący na pozycji napastnika, reprezentant Kostaryki, od 2022 roku zawodnik San Carlos.
Jego brat Gherland McDonald również był piłkarzem.